# X Juegos Deportivos Centroamericanos
Los X Juegos Deportivos Centroamericanos se llevaron a cabo en Costa Rica, entre el 3 y el 17 de marzo de 2013. Era la primera vez que este país organizaba la justa regional, cuya sede principal fue la ciudad de San José.
La delegación de Guatemala fue la ganadora de dichas justas, habiendo conquistado el mayor número de medallas de oro y de plata  del evento, mientras que Costa Rica, que se ubicó en el segundo puesto del medallero, logró el mejor registro de victorias de ese país en la historia de los juegos. Además de que logró organizar hasta el momento la mejor inauguración y clausura de los juegos centroamericanos con diferentes actividades, presentaciones y escenografías montadas en todo el show.

## Símbolos
Antorcha
La antorcha de los Juegos contiene figuras inspiradas en el juego de pelota, provenientes de la escultura maya, y se encuentra conformada con partes fundidas en Costa Rica y otras en Italia. Mide 80 cm de largo, y en la parte superior tiene una circunferencia de 10 cm. El recorrido de la misma se inició en Panamá desde el estadio Rommel Fernández, por ser el país que albergó la última justa, y sus primeros portadores fueron Said Gómez e Irving Saladino. La entrega formal en Costa Rica se realizó el 17 de febrero en Paso Canoas, punto fronterizo entre ambos países, donde el ministro de seguridad de Panamá, José Raúl Mulino, la traspasó a la presidenta costarricense Laura Chinchilla.
La antorcha fue transportada a través de 24 cantones del país, y el primer corredor de la ruta en Costa Rica fue el atleta James Hernández Barrantes.
Pebetero y medallas
El escultor costarricense Jorge Jiménez Deredia fue el elegido para diseñar del pebetero que estuvo instalado en el Estadio Nacional de Costa Rica. Asimismo, tuvo a cargo la elaboración de las medallas que fueron entregadas a los atletas, y también la antorcha de los Juegos.
Mascota
La mascota de los Juegos es un jaguar cuyo nombre es Namu, que es como se conoce a dicho felino en idioma bribri. Fue diseñado por Ariel Arburola, quien eligió al carnívoro por representar al «guerrero por excelencia» y por ser considerado un «símbolo de liderazgo, de fuerza, de potencia» por los mayas, y en general en toda la región mesoamericana. La mascota fue elegida el 14 de noviembre de 2012 por un equipo integrado por especialistas en artes gráficas, y delegados de los Juegos.
Himno
El himno de los juegos lleva por nombre Arriba, arriba, el cual es interpretado por la cantante costarricense Debi Nova. Fue producido por el colombiano Andrés Torres, y escrito por la compositora argentina Claudia Brant, quien se esmeró que en la canción predominara «un sentimiento de unidad, de esperanza, de confraternidad de los pueblos centroamericanos, más allá de los triunfos o derrotas».

## Deportes
Para esta edición, y por decisión de la Asamblea de la Organización Deportiva Centroamericana, fueron retiradas del programa las siguientes disciplinas con respecto al evento anterior: tiro, tiro con arco, remo, gimnasia rítmica, ciclismo de pista, squash y hockey sobre césped. Además, en días previos al evento se retiraron el nado sincronizado, ciclismo BMX y fútbol de sala en la rama femenina, por no contar con el mínimo de participantes de tres países. Los deportes que se desarrollaron en los Juegos Deportivos Centroamericanos de 2013 fueron:
| - Ajedrez - Atletismo (detalles) - Baloncesto - Balonmano - Béisbol - Boliche - Boxeo - Ciclismo - Ciclismo de montaña - Ciclismo en ruta - Culturismo | - Deportes acuáticos - Natación - Natación en aguas abiertas - Equitación - Esgrima - Fútbol - Fútbol sala - Gimnasia - Gimnasia artística - Halterofilia (detalles) - Judo | - Karate - Lucha - Patinaje - Raquetbol - Sóftbol - Taekwondo - Tenis - Tenis de mesa - Triatlón - Voleibol - Voleibol de playa |

## Organización
El 22 de marzo de 2011, la presidenta Laura Chinchilla juramentó a los miembros del Comité Organizador de los juegos, el cual era presidido por el Alcalde de la ciudad de San José, Johnny Araya Monge. Se tenía prevista la asistencia de 3.800 visitantes al país, y 1.467 voluntarios prestaron su ayuda al evento multideportivo.

### Sedes e instalaciones deportivas

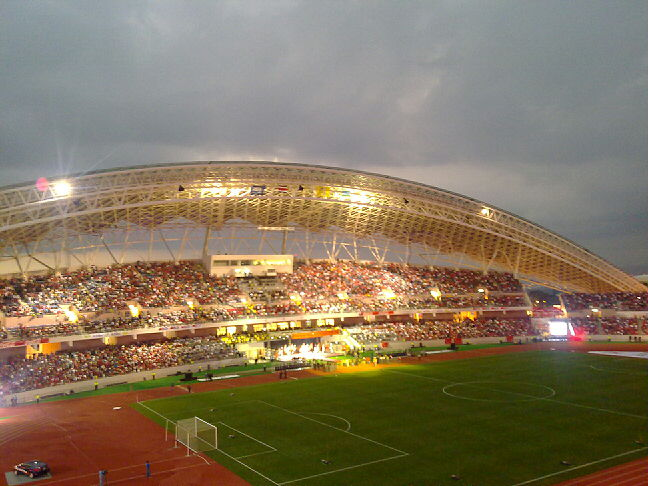
Estadio Nacional.

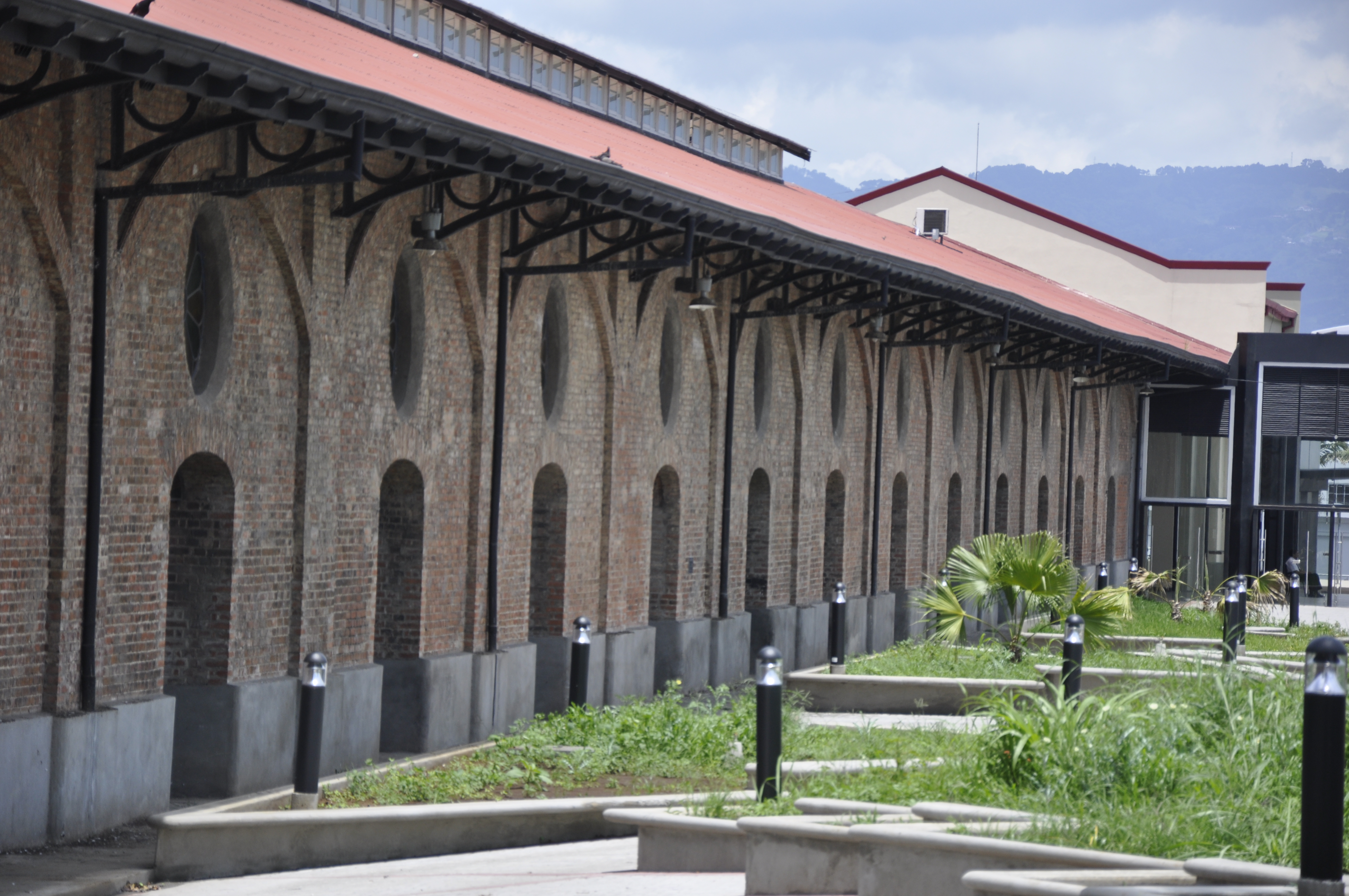
Antigua Aduana.

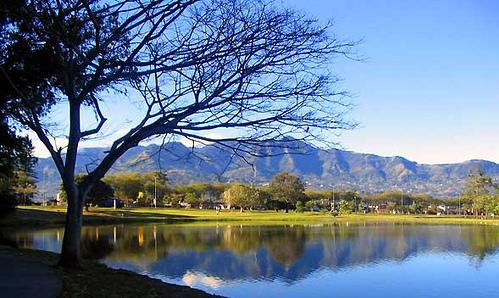
Parque Metropolitano La Sabana.

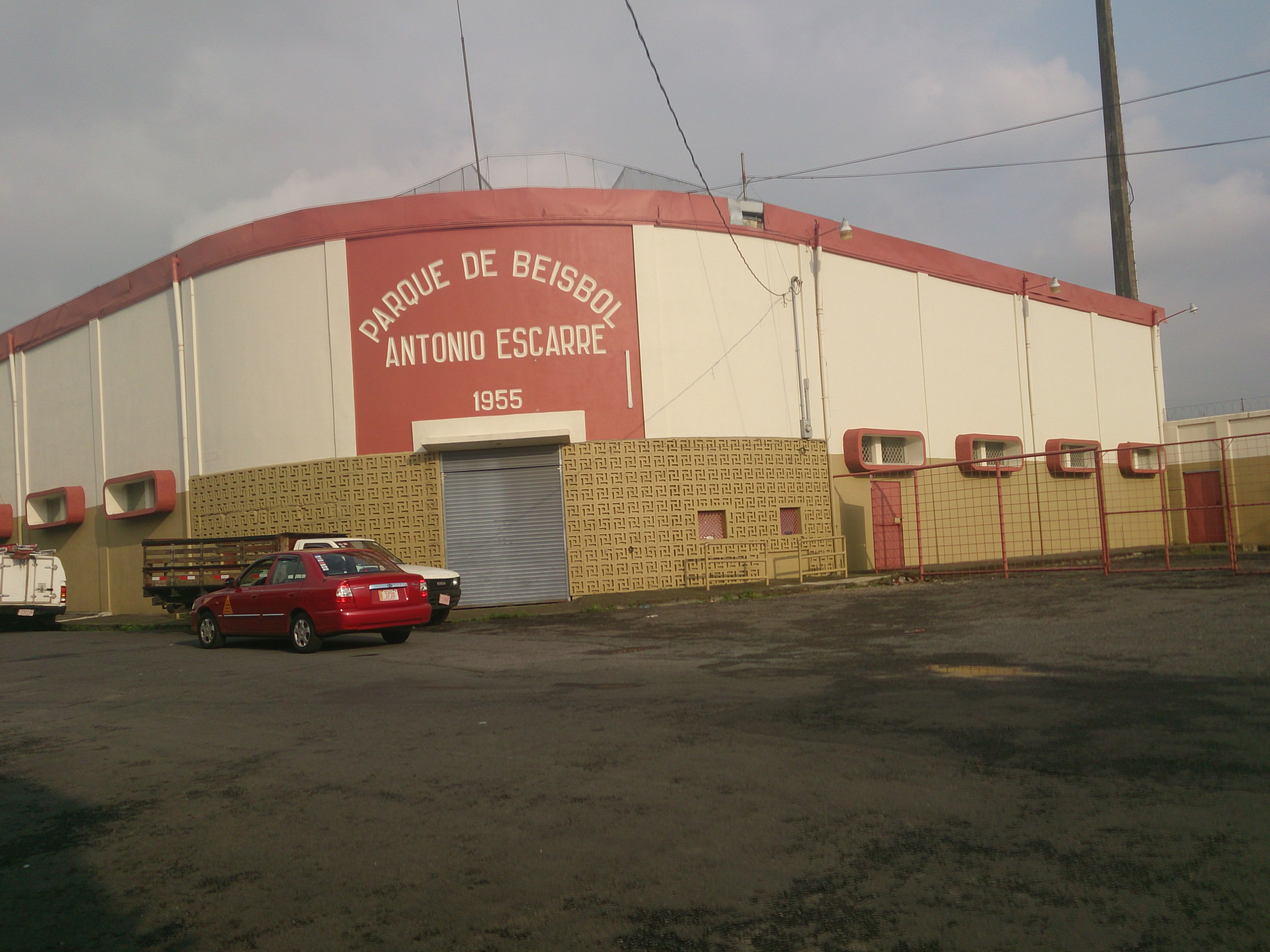
Parque de Béisbol Antonio Escarré.

Para el desarrollo de los Juegos Centroamericanos, se invirtieron cerca de 25 millones de dólares, que incluían la construcción de una Ciudad Deportiva ubicada en Hatillo así como de nuevos escenarios y la remodelación de otros, como el Gimnasio Nacional de Costa Rica o el parque de béisbol Antonio Escarré. Dentro de la infraestructura destacaron el Estadio Nacional de Costa Rica, el cual es el más moderno de América central.
- Antigua Aduana - esgrima.
- Cariari Bowl (Heredia) - boliche.
- Cancha deportes de playa Hatillo 2- voleibol de playa.
- Canchas Zapote - fútbol (femenino).
- Ciudad Deportiva Hatillo - baloncesto, y balonmano.
- Club Hípico La Caraña y Chomes (Puntarenas) - equitación
- Costa Rica Country Club - tenis.
- CTP Santa Ana - fútbol sala.
- Escuela San Sebastián - judo y karate do.
- Estadio Antonio Escarré - béisbol.
- Estadio Nacional - ajedrez, atletismo y fútbol (masculino).
- Gimnasio Liceo de Costa Rica - boxeo y tenis de mesa.
- Gimnasio Liceo de San José - fisicoculturismo y taekwondo.
- Gimnasio Nacional - gimnasia artística y voleibol.
- Gimnasio San Francisco de Dos Ríos - halterofilia, lucha y patinaje.
- Parque Metropolitano La Sabana - sóftbol.
- Piscina Ciudad Deportiva Hatillo - natación.
- Playa Herradura (Garabito) - aguas abiertas.
- Playa Hermosa (Carrillo) - triatlón.
- Tennis Club - raquetbol.
- Universidad para la Paz - ciclismo de montaña.

Sede de no competición
- Sede central del comité organizador.

## Países
| Lista de naciones participantes (cantidad de atletas)                                           | Lista de naciones participantes (cantidad de atletas)               |
| ----------------------------------------------------------------------------------------------- | ------------------------------------------------------------------- |
| - Belice (BLZ) (145) - Costa Rica (CRC) (567) - El Salvador (ESA) (431) - Guatemala (GUA) (546) | - Honduras (HON) (372) - Nicaragua (NIC) (598) - Panamá (PAN) (389) |

## Desarrollo

### Ceremonia de inauguración

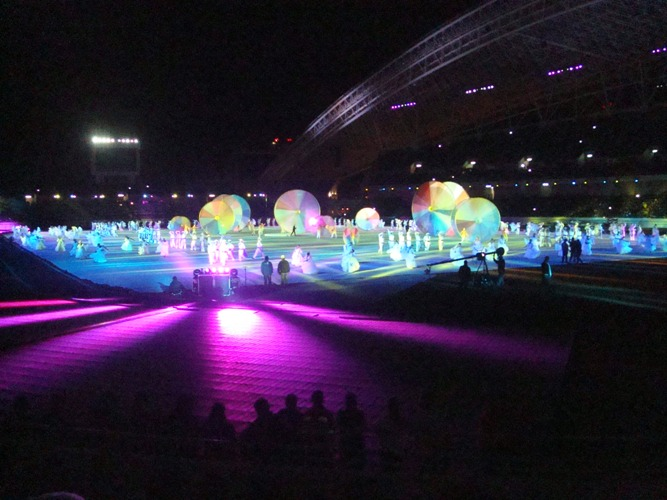
Ceremonia de Inauguración de los X Juegos Centroamericanos en San José de Costa Rica el 3 de marzo de 2013

La ceremonia de inauguración puso énfasis en el origen de la nación costarricense, y se resaltó la cultura de cada una de las siete provincias del país. Además se exhibieron otras expresiones como las danzas folclóricas, y ruedas que representaban a la carreta típica, así como representaciones de las esferas de piedra precolombinas. En los discursos para la ocasión también se invocó a la unión de las naciones centroamericanas. El encendido del pebetero estuvo a cargo de la medallista olímpica Sylvia Poll.
Tras la ceremonia, hubo pequeños incendios que dañaron el techo del Estadio Nacional en distintos sectores. El Cuerpo de Bomberos informó que esos incendios se produjeron al no retirar bolsas plásticas de los cañones (por esos días el estado del tiempo fue lluvioso). No hubo personas heridas.
Los siguientes deportistas fueron designados como los abanderados para cada delegación:
- Deon McCaulay (fútbol)
- Ángela Willis (voleibol)[28]
- Cristina Esmeralda López (atletismo)[29]
- Elizabeth Zamora (taekwondo)[30]
- Juan Ayestas (balonmano)[31]
- Orlando Vásquez (halterofilia)[32]
- Alvis Almendra (lucha)[33]

### Calendario
Resultados completos en La Nación de Costa Rica
| A | Apertura |  | Días de competencia | C | Clausura |

### Medallero
- Medallero en sitio web oficial

| Núm. | País              | Oro | Plata | Bronce | Total |
| ---- | ----------------- | --- | ----- | ------ | ----- |
| 1    | Guatemala (GUA)   | 100 | 100   | 92     | 292   |
| 2    | Costa Rica (CRC)  | 93  | 82    | 110    | 285   |
| 3    | El Salvador (ESA) | 67  | 68    | 68     | 203   |
| 4    | Panamá (PAN)      | 43  | 46    | 58     | 147   |
| 5    | Honduras (HON)    | 33  | 29    | 44     | 106   |
| 6    | Nicaragua (NIC)   | 15  | 27    | 71     | 113   |
| 7    | Belice (BLZ)      | 1   | 1     | 2      | 4     |

Multimedallistas
- La salvadoreña Pamela Benítez y el panameño Edgar Crespo, conquistaron seis medallas de oro cada uno en las pruebas de natación.[34]
- El costarricense Tarik Soto conquistó cinco medallas de oro, una de plata, y una de bronce en las pruebas de gimnasia.[34]

### Ceremonia de clausura

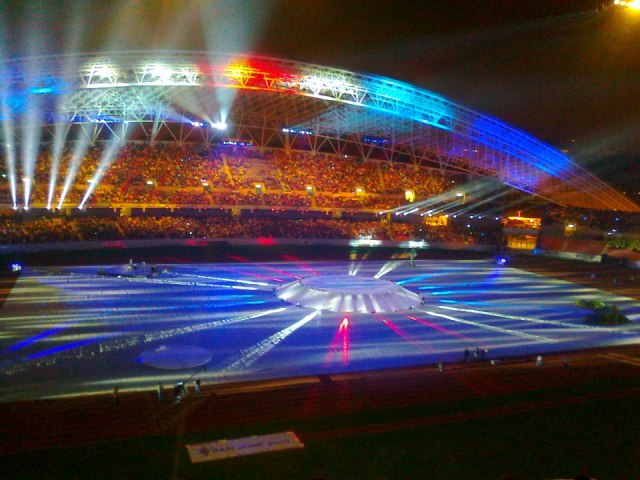
Ceremonia de clausura de los X Juegos Centroamericanos San José 2013.

La ceremonia que cerró la justa centroamericana inició con la representación de un volcán en erupción en el centro del Estadio Nacional, como distintivo de la geografía del país. Posteriormente un niño entonó a capela la Patriótica costarricense, a lo que siguió la premiación de las maratones femenina y masculina, y la entrada de las delegaciones participantes. Los discursos estuvieron a cargo del alcalde de San José, Johnny Araya, la presidenta Laura Chinchilla, y el presidente de ORDECA, Emmet Lang. En el evento también se traspasó la bandera de dicha organización al alcalde de Managua, Nicaragua, Enrique José Armas, ciudad que albergará los próximos juegos. En el espectáculo musical destacaron el conjunto Son de Tikizia y el cantante colombiano Carlos Vives.
| Predecesor: Panamá 2010 | 2013 X Juegos Deportivos Centroamericanos | Sucesor: Managua 2017 |